# Schloss Friedrichsburg

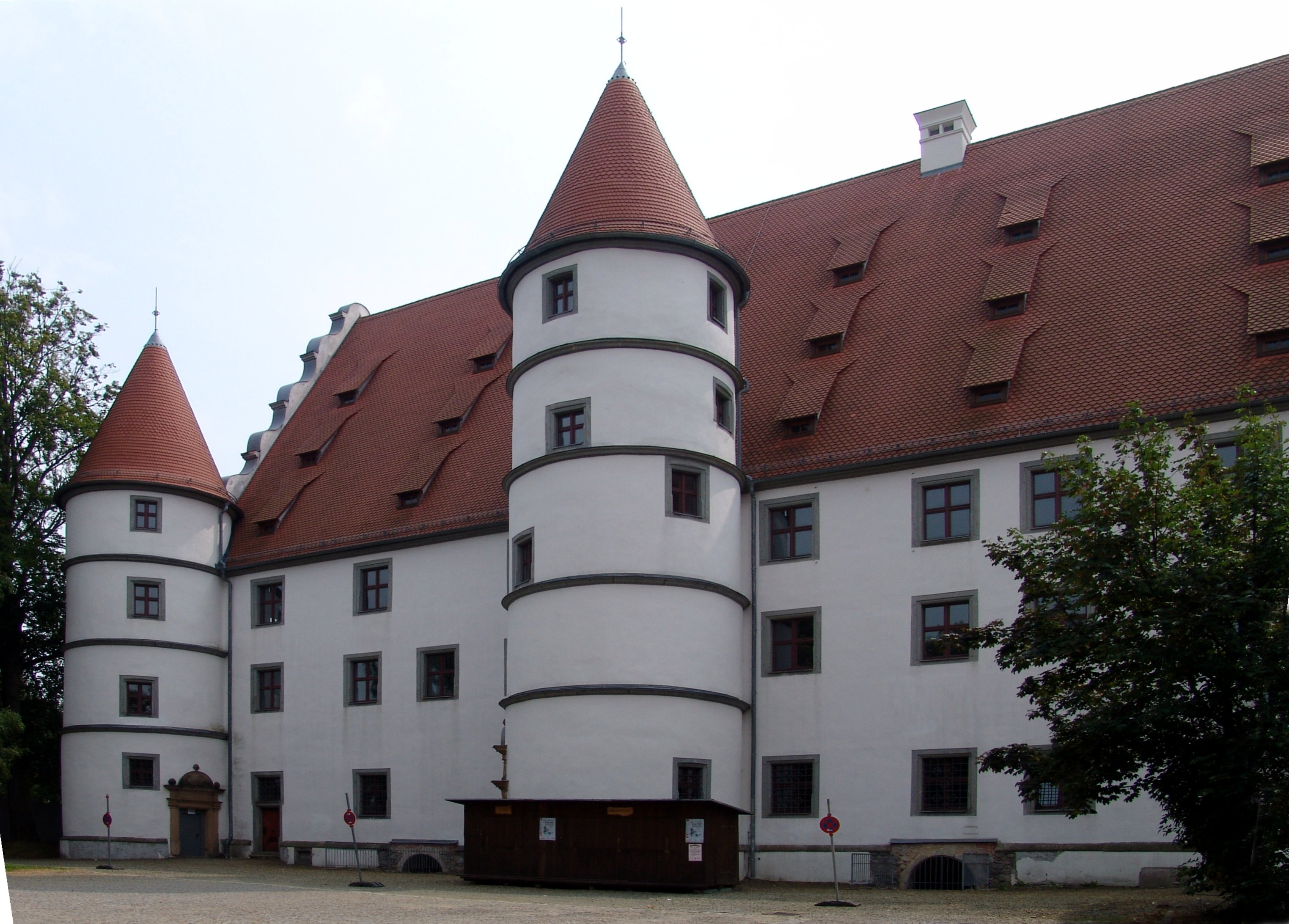
Schloss Friedrichsburg

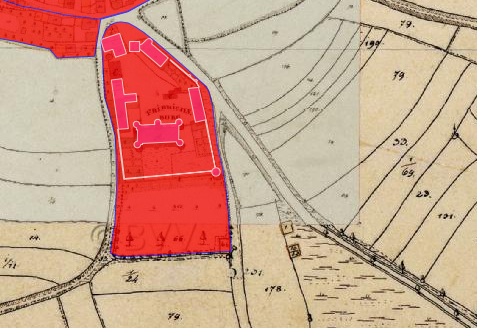
Lageplan von Schloss Friedrichsburg auf dem Urkataster von Bayern

Schloss Friedrichsburg ist ein Schloss in der oberpfälzischen Stadt Vohenstrauß und zugleich deren Wahrzeichen. Es wird unter der Aktennummer D-3-74-162-14 als Baudenkmal verzeichnet. „Archäologische Befunde im Bereich des frühneuzeitlichen Schlosses ‚Friedrichsburg‘“ werden zudem als Bodendenkmal unter der Aktennummer D-3-6340-0002 geführt.

## Geschichte
Die Friedrichsburg wurde von 1586 bis 1593 durch Pfalzgraf Friedrich errichtet. Baumeister war Leonhardt Greineisen aus Burglengenfeld, ausgeführt wurden die Arbeiten von dem Weidener Maurermeister Hanss Reicholt. Dieser starb 1589, worauf der italienische Maurermeister Hans Meria die Arbeiten weiterführte. Der Erbauer Friedrich ist zugleich Namensgeber der Burg. 
Pfalzgraf Friedrich zog 1593 mit seiner Frau Katharina-Sophia von Weiden nach Vohenstrauß, um in der Friedrichsburg zu residieren. Ursprünglich wollte Friedrich seine Residenz in Weiden repräsentativ ausbauen lassen, nachdem dies scheiterte, fiel die Entscheidung für Vohenstrauß. Als Residenzort kam es in Vohenstrauß zu einem wirtschaftlichen Aufschwung.
Nachdem Friedrich am 17. Dezember 1597 gestorben war, diente das Schloss der Pfalzgräfin bis zu ihrem Tod am 10. Mai 1608 als Witwensitz. Die Herrscherrechte gingen an Pfalz-Neuburg.
In der nachfolgenden Zeit wurde die Friedrichsburg als Wohnung für die Pfleger von Floss und Vohenstrauß benutzt. Zu einer ersten Renovierung der Burg kam es in den Jahren 1659 und 1661.
Verschiedene Ämter nutzten das Schloss im 19. Jahrhundert. So wurde z. B. 1809 das Landgericht von Burgtreswitz in die Burg verlegt. Seit 1842 war auch das Rentenamt in der Burg untergebracht, 1862 folgten das Bezirksamt, später das Vermessungsamt und bis 1972 diente die Burg als Landratsamt für den Landkreis Vohenstrauß.

## Heutige NutzungGegenwart
Am 24. Mai 1989 begannen Sanierungsarbeiten an der Burg. Es war geplant, dass die Bildungsstätte des KAB-Instituts in der Friedrichsburg untergebracht werden sollte. Die Eröffnung sollte im Juli 1992 stattfinden, jedoch scheiterte das Vorhaben an den beträchtlich steigenden Sanierungskosten. 
Bis 2001 wurde die Friedrichsburg von außen komplett renoviert. Der Freistaat Bayern bot die Burg bereits mehrmals zum Verkauf, aber es fanden sich weder Käufer noch Träger für eine Fortführung der Sanierungsarbeiten. Die Burg dient heute unter anderem im Rahmen der Burgfestspiele Leuchtenberg als Ort für Ausstellungen, Konzerte und Theater.
Seit der Sommersaison 2009 befinden sich im Erdgeschoss der Burg die Tourist-Info der Stadt Vohenstrauß sowie die Geschäftsstelle der Tourismusgemeinschaft Naturpark Nördlicher Oberpfälzer Wald. Der Freistaat Bayern hat hierfür die Burg umfassend saniert.
Seit dem 10. Februar 2011 ist die Stadt Vohenstrauß Mieter des Gebäudes. Für den bisherigen Mieter, einer Event-Agentur aus dem Landkreis Kelheim, hatte sich die Nutzung der Burg als nicht rentabel herausgestellt. Eventuelle Nutzungsmöglichkeiten soll ein Arbeitskreis der Stadt entwickeln.

## Baubeschreibung
Das Schloss lag bei seiner Errichtung im Süden von Vohenstrauß und außerhalb der Stadtmauern.
Das Schloss ist ein dreigeschossiger, rechteckiger Kastenbau mit hohem und steilem Satteldach und im Stil der deutschen Renaissance gebaut. An den vier Ecken hat es vier in Absätzen aufsteigende, runde Türme mit Spitzhelm. Mittig der nordseitigen Hauptfront befindet sich ein um ein Geschoss höherer fünfter, ebenfalls runder Haupteingangsturm. An der Südfassade steht ein sechster Rundturm, dieser wurde 1903 angebaut. Die Ost- und Westseite sind mit Wellengiebeln ausgestattet, Gurtgesimse aus Granit markieren die einzelnen Geschosse. Um 1600 gab es um die Burg eine rechteckige Mauer mit Schießscharten. Die Burg ist 40,84 Meter lang, 18,57 Meter breit und hat eine Nettogrundrissfläche von 2225 Quadratmetern.